# باسكال رينييه
باسكال رينييه (مواليد 3 أغسطس 1971) هو لاعب كرة قدم. يلعب مع منتخب بلجيكا لكرة القدم. سبق له أن لعب في كأس العالم لكرة القدم مع منتخب بلاده.

## روابط خارجية
- باسكال رينييه على موقع الاتحاد الدولي (مؤرشف)  (الإنجليزية)
- باسكال رينييه على موقع الاتحاد البلجيكي (الإنجليزية)
- باسكال رينييه على موقع رابطة كرة القدم الفرنسية للمحترفين (الإنجليزية)
- باسكال رينييه على موقع قاعدة بيانات كرة القدم.إي يو (الإنجليزية)
- باسكال رينييه على موقع ناشيونال فوتبول تيمز (الإنجليزية)
- باسكال رينييه على موقع Soccerway.com (الإنجليزية)
- باسكال رينييه على موقع عالم كرة القدم.نت (الإنجليزية)